# Mała Studnia Onofria
Mała Studnia Onofria – fontanna w centrum Dubrownika, zaprojektowana przez neapolskiego budowniczego Onofrio della Cava w 1438 roku, jako część dubrownickiego systemu wodociągowego, w ramach którego wybudowano też jej większą odpowiedniczkę.
Znajduje się na wschodnim skraju Straduna, obok budynku Głównej Straży. Fontanna zaopatrywała w wodę targowisko na Placu Luža. Zdobienia wykonał rzeźbiarz Petar Martinov.
W średniowieczu miała znaczenie religijne, korzystali zeń bowiem tylko chrześcijanie. W bezpośrednim sąsiedztwie była też żydowska fontanna, przy której zaopatrywali się w wodę dubrowniccy żydzi.